# 2515 Gansu
A 2515 Gansu (ideiglenes jelöléssel 1964 TX1) a Naprendszer kisbolygóövében található aszteroida. A Bíbor-hegyi Obszervatóriumban fedezték fel 1964. október 9-én.